# 1696

## Родени
- 5 март – Джовани Батиста Тиеполо, италиански художник

## Починали
- 16 май – Мариана Австрийска, испанска кралица
- 17 юни – Ян III Собиески, крал на Полша, велик княз на Литва